# Bloch: Schwarzer Staub
Schwarzer Staub ist ein deutscher Fernsehfilm von Ed Herzog aus dem Jahr 2002. Es handelt sich um den Pilotfilm der Fernsehreihe Bloch mit Dieter Pfaff in der Titelrolle des Dr. Maximilian Bloch. Die Haupt-Gaststars dieser Folge sind Michael Mendl als Patient Josef Klettenberg, Eva Kryll als Blochs Frau Annegret, Henriette Heinze als Rita Klettenberg sowie Thomas Schendel, Karin Baal und Jürgen Holtz.

## Handlung
Der Psychotherapeut Dr. Maximilian Bloch, der mit seiner Frau Annegret, die im nahegelegenen Kreiskrankenhaus als Ärztin tätig ist, auf dem Land lebt, ist depressiv, auch weil er mit dem Schreiben seines Buches nicht vorankommt. Der Therapeut vermisst das quirlige Stadtleben und fühlt sich auf dem ruhigen Land einsam.
Von seiner Frau bekommt er seinen ersten Patienten vermittelt, den suizidgefährdeten Josef Klettenberg, der sehr unglücklich mit sich und seinem Dasein ist, da er fest daran glaubt, seine Frau vor zehn Jahren umgebracht zu haben. Klettenberg, der Lungenfibrose hat, trägt Schläuche in der Nase und röchelt permanent. „Mit mir hält es keiner lange aus“, meint er zu Bloch. Als Bloch ihn nach seiner Frau fragt, schluchzt er, „ich glaube, ich habe sie umgebracht“. Auch Klettenbergs Tochter Rita und die Enkelin Lucia werden durch die Selbstmordversuche immer wieder in Mitleidenschaft gezogen.
Seltsam erscheint Bloch die Reaktion von Professor Hellmer, Chef des Klinikums, der ihm Klettenberg als Patient entziehen will und mit dem Namen des Patienten sofort etwas anfangen kann, obwohl er nur Kassenpatient ist, und der Professor eigentlich nur Privatpatienten behandelt. Bloch will sich den Fall aber nicht wegnehmen lassen und entschließt sich, Klettenberg dann eben als Privatpatient zu behandeln. Er holt ihn zu einer Spazierfahrt ab und sucht Orte mit ihm auf, die prägend für seine Krankheitsgeschichte sein könnten. Klettenberg war einst bei der Firma Climatica als Elektriker und Spezialist für Klimabau beschäftigt. Ihre Fahrt führt sie auch zum Haus in dem Klettenberg 14 Jahre mit seiner Frau glücklich war, wie er betont. Eine Frau Köster, die mit den Klettenbergs bekannt war, erzählt Bloch, dass Klettenberg alles im Haus zerstört habe, selbst den Kessel in der Waschküche. Klettenberg meint zu Bloch, in der Waschküche sei überall Staub gewesen, schwarzer Staub.
In der Firma Climatica erfährt Bloch, dass Klettenberg ein guter Mann und Arbeiter gewesen sei bis zu dem Tag als seine Frau gestorben sei. Vom Chef der Firma bekommt der Psychotherapeut den Hinweis, er müsse aufpassen, das seien mächtige Leute bei der Firma Varell, für die Klettenberg seinerzeit eine Wartung durchgeführt habe. Als Bloch sich dem stark gesicherten Gelände der Firma nähert, bemerkt er die Unruhe hinter dem stark abgesicherten umzäunten Gelände.
Bloch verschafft sich zusammen mit Klettenberg Zugang zur Firma Varell, indem die Männer mit Hilfe des Chefs der Firma Climatica vortäuschen, Angestellte der Firma zu sein. Klettenberg erinnert sich an den feinen schwarzen Staub, der an ihm und seinem Arbeitsanzug haften geblieben war. Er habe damals schon geahnt, dass da etwas nicht stimme, habe seine Frau aber trotzdem seine Arbeitskleidung waschen lassen, dreimal, bis alles ganz sauber gewesen sei, und er habe ihr nichts gesagt. Er habe ihren Tod zu verantworten.
Über seine Frau und deren Rechner im Krankenhaus kommt Bloch an die Informationen, die er benötigt, um die Firma Varell zur Verantwortung zu ziehen. Klettenbergs Frau hat sich ihr Krebsleiden, an dem sie verstorben ist, dadurch zugezogen, dass sie eine hohe Menge an radioaktivem Staub eingeatmet hat. Bloch fordert von der Firma Varell 300.000 Euro Schmerzensgeld. Als er Klettenberg mit dem Scheck überraschen will, wird es ganz bitter für ihn, sein vierter Selbstmordversuch ist Klettenberg gelungen; Bloch findet ihn erhängt in seinem Zimmer vor.
Da sich der Psychotherapeut zu sehr auf seinen Fall fokussiert hatte, gerät seine Beziehung zu seiner Frau Annegret ins Wanken. Als sie ihm gesteht, dass sie mit dem Kollegen Dr. Killian geschlafen, das aber nichts zu bedeuten habe, meint Bloch, komisch, das berühre ihn noch nicht einmal, er habe gerade einen Patienten verloren, der nicht mehr habe leben wollen, weil seine Partnerin nicht mehr da sei. Sie beide würden in einem solchen Fall einfach nur weitermachen.

## Produktion

### Dreharbeiten, Altersfreigabe
Schwarzer Staub wurde in Köln gedreht. Es handelt sich um den Auftaktfilm der 24-teiligen Fernsehfilm-Reihe mit Dieter Pfaff in der Titelrolle. Dieser Film der Reihe ist der einzige, der erst ab 16 Jahren freigegeben ist. Die weiteren Filme der Reihe wurden sämtlichst ab 12 Jahren freigegeben.

### Hintergrund
Die Episode zum Auftakt beruht auf einer wahren Begebenheit. Dass Dieter Pfaff den Psychotherapeuten spielen würde, sei immer klar gewesen, äußerte Peter Märthesheimer, er sei es auch gewesen, der die Idee zu diesem Projekt gehabt habe. Es hieß jedoch, dass eine solche Therapeutenfigur eine Reihe nicht tragen könne. Schließlich gaben die Sender WDR und SWR grünes Licht.

### Veröffentlichung
Der Film wurde am 4. September 2002 zur Hauptsendezeit im Rahmen der ARD-Reihe „FilmMittwoch im Ersten“ erstausgestrahlt.
Studio Hamburg Enterprises veröffentlichte am 30. Mai 2007 in Zusammenarbeit mit der ARD Das Erste die Fälle 1 bis 4 auf DVD.

### Zur Figur Bloch
Er sei „Spezialist für Affekte und Defekte aller Art“, heißt es auf der DVD mit den ersten vier Fällen. Bloch sei „keine internationale Koryphäe, aber ein Mann mit einem offenen Ohr für alle Gestrandeten und Gestrauchelten, für Traumatisierte und Frustrierte, für alle Phobien und Manien, Ängste und Depressionen“. Im Umgang sei er bisweilen „ruppig“, doch wisse er, „dass man die wahren Ursachen psychischer Störungen, die hartnäckig verborgenen seelischen Geheimnisse, nicht ohne wohl kalkulierte List, ein Quäntchen Humor und detektivischen Spürsinn ergründen“ könne. Neben seinen Fällen müsse sich der „knurrige und unkonventionelle Psychiater“ auch mit der Tatsache auseinandersetzen, dass seine Ehe immer wieder auf der Kippe stehe, denn wenn es darum gehe, „eine kranke Seele zu retten“, nehme Bloch „jedes Opfer in Kauf“, wodurch er sein Privatleben immer wieder gefährde.

## Rezeption

### Kritik
TV Spielfilm vergab für den Film die bestmögliche Wertung, zeigte mit dem Daumen nach oben und schrieb: „Anspruchsvolle Seelenkrimis, ein komplizierter Hauptdarsteller – diese Serie brachte frische Farbe ins ARD-Programm.“ Fazit: „Lebenskluges Werk mit Grips und Mitgefühl“.
In der taz war zu lesen: „Wenn ein guter Psychotherapeut sich dadurch auszeichnet, dass er die eigene Person hinter den Problemen des Patienten zum Verschwinden bringt, dann ist Bloch eine Schande für seine Zunft. Aber wie sollte er auch seine drei Zentner zum Verschwinden bringen? Er versucht es gar nicht.“ Der „dramaturgische Dreh der Serie ‚Bloch‘ [sei] so simpel wie effizient“, hieß es weiter, und dass Dieter Pfaff seine Rolle „raumgreifend“ spiele.
Prisma war der Ansicht, die Serie „liebäugel[e] offensichtlich mit den psychologischen Thrillern eines Georges Simenon“. Zwar gehe es „recht betulich“ zur Sache, doch würden die Darsteller das „Interesse“ „binden“. „Allen voran Dieter Pfaff, der wie geschaffen schein[e] für die Rolle des kundigen und humorvollen Erforschers der menschlichen Seele.“ Pfaff habe schon in seinen Rollen als Ermittler Sperling und als Mönch Bruder Esel bewiesen, dass er es „hervorragend“ verstehe Rollen umzusetzen.
Im Spiegel war von der „schwierige[n] Geburt einer neuen deutschen TV-Heldengestalt“ die Rede, bei der  Drehbuch und Regie „von der berühmten englischen Polizeipsychologen-Serie Für alle Fälle Fitz mit Robbie Coltrane gelernt und ihren Helden Bloch (Dieter Pfaff) auf äußerst mitmenschliche Maße geschrumpft“ hätten: „Seelenklempner Bloch [sei] fett, labil, neig[e] zu Depressionen und Unzuverlässigkeit.“ Zudem krisele seine Ehe vor sich hin. Zwar „widerspr[e]ch[e]“ ein „solches Verschmelzen von Patient und Analytiker“ „allen Abstinenzregeln der Profession, nütz[e] aber der Spannung und den Abwechslungsbedürfnissen der Filmästhetik“. Der Beginn der Reihe wurde als „viel versprechend“ apostrophiert.

### Auszeichnungen
Deutscher Fernsehpreis
- 2003 Irmin Schmidt, nominiert in der Kategorie „Beste Musik“[8]
  - für Folge 1: Bloch: Schwarzer Staub
  - für Folge 2: Bloch: Ein begrabener Hund